# Shijing (Baiyun)
Shijing (Chinees: 石井; pinyin: Shíjǐng) is een subdistrict van het district Baiyun, dat deel uitmaakt van de stad Guangzhou in de provincie Guangdong, China.